# 318676 Bellelay
318676 Bellelay este un asteroid din centura principală de asteroizi.

## Descriere
318676 Bellelay este un asteroid din centura principală de asteroizi. A fost descoperit pe 10 august 2005 la Vicques de Michel Ory. Asteroidul prezintă o orbită caracterizată de o semiaxă mare de 2,72 ua, o excentricitate de 0,21 și o înclinație de 17,6° în raport cu ecliptica.